# Ngwaketse

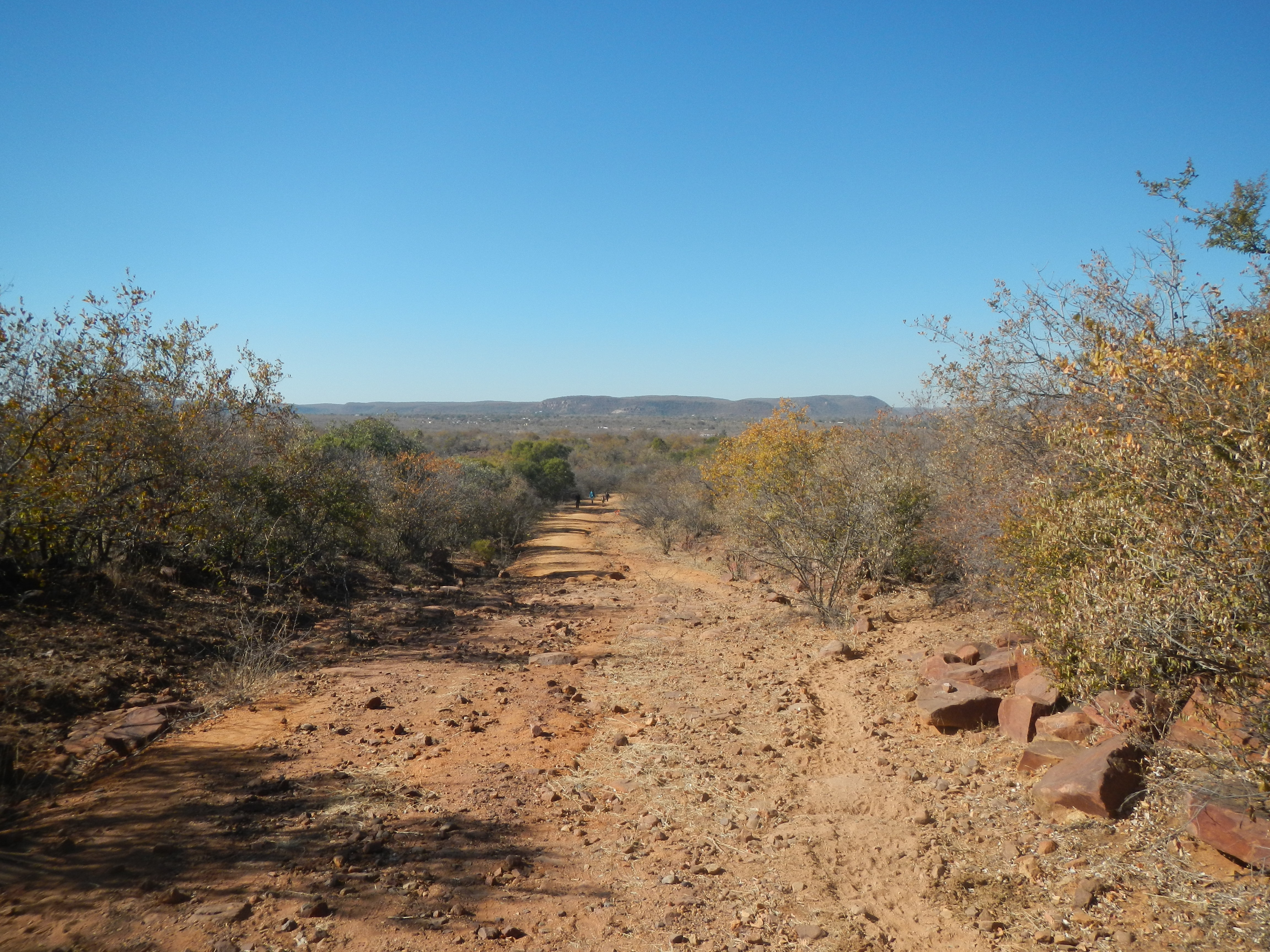
Landschaft in Ngwaketse-West (2013)

Ngwaketse ist ein Subdistrikt des Southern District in  Botswana.
Er hat eine Bevölkerungsdichte von 4,71 Einwohnern/km². Die ursprüngliche Bevölkerung des Distriktes gehört zum Stamm der Bangwaketse. Die gesamte Region profitiert von dem seit 1991 asphaltierten Anschluss der Hauptstadt Kanye an die sich durch den gesamten Osten des Landes erstreckende Hauptstraße.
Koordinaten: 25° 9′ S, 25° 8′ O